# Wanda Chotomska

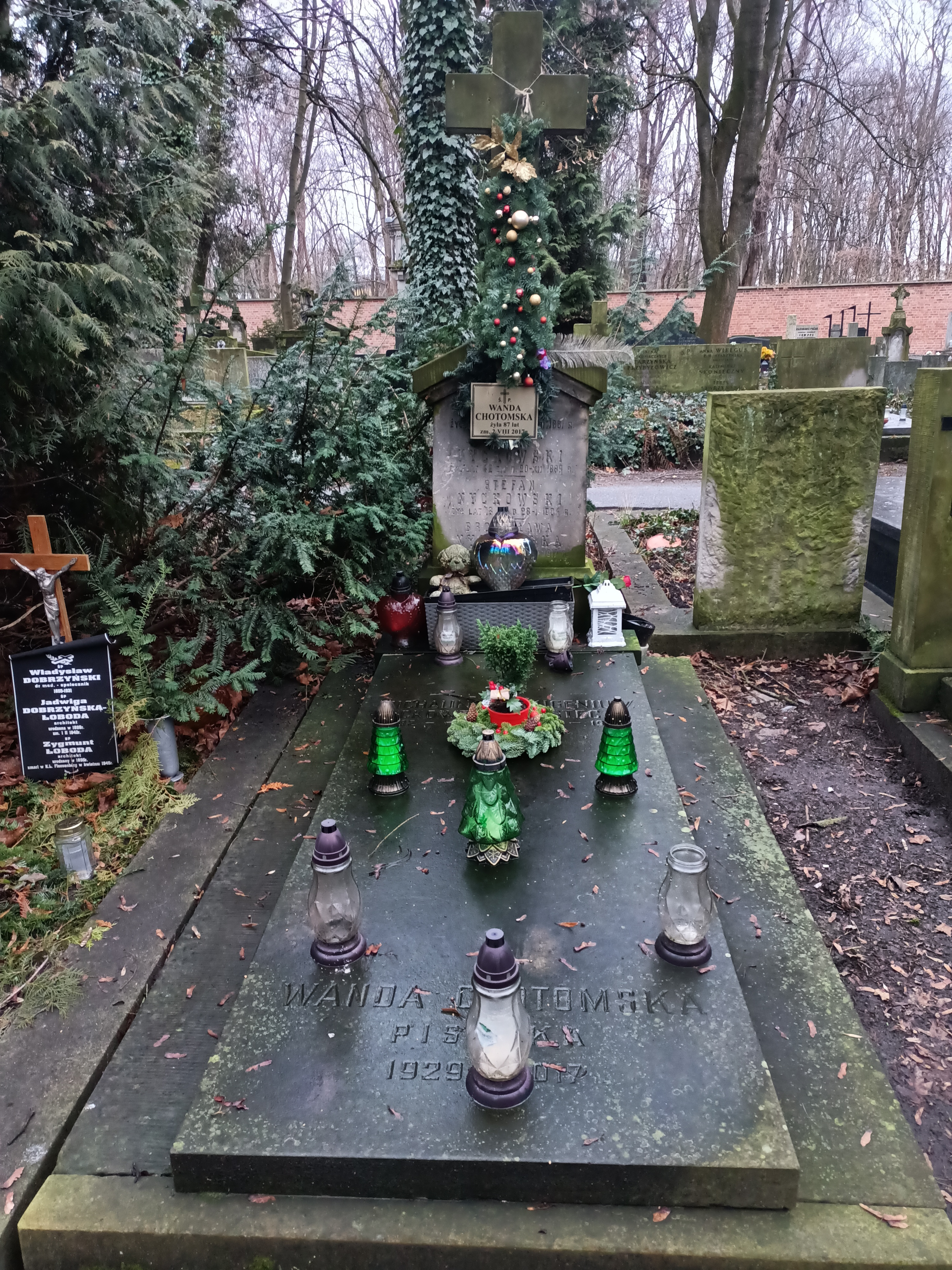
Grób Wandy Chotomskiej na cmentarzu Powązkowskim w Warszawie

Wanda Maria Chotomska (ur. 26 października 1929 w Warszawie, zm. 2 sierpnia 2017 tamże) – polska pisarka, autorka wierszy i opowiadań dla dzieci i młodzieży, autorka cyklu programów telewizyjnych dla dzieci Jacek i Agatka (1962–1973).

## Życiorys
Urodziła się w kamienicy przy ul. Wroniej 2 w Warszawie. Jej rodzicami byli Stefan Chotomski i Romualda z domu Nyckowska. Była sanitariuszką w powstaniu warszawskim, a po jego kapitulacji przebywała w obozie przejściowym w Pruszkowie, skąd zbiegła.
W 1947 zdała maturę. Studiowała na Wydziale Społeczno-Politycznym i Wydziale Dziennikarskim Akademii Nauk Politycznych w Warszawie. Debiutowała w 1949 na łamach tygodnika „Świat Młodych”. Swoje wiersze, fraszki, prozę i teksty sceniczne dla dzieci drukowała w dwutygodniku „Płomyk”, od 1953 w „Płomyczku”, od 1957 w „Misiu”. W 1958 opublikowała pierwszy zbiór wierszy Tere fere. Wspólnie z Mironem Białoszewskim ogłaszała wiersze w tygodniku „Świerszczyk”, podpisywane pseudonimem „Wanda Miron”. W 1958 rozpoczęła współpracę z radiowym teatrzykiem piosenki dziecięcej „Wiolinek”. W tym samym czasie pisała też piosenki dla dziecięcego zespołu wokalno-tanecznego „Gawęda”. Stworzyła popularny cykl programów telewizyjnych dla dzieci Jacek i Agatka (1962–1973). Była członkinią Związku Polskich Pisarzy Dziecięcych i Polskiego PEN Clubu, Stowarzyszenia Pisarzy Polskich oraz prezesem Zarządu Polskiej Fundacji Dzieci i Młodzieży. Otrzymała przyznawany przez dzieci Order Uśmiechu, który powstał z jej inspiracji. Była też inicjatorką ustanowienia Dnia Dziadka. W 1976 dołączono jej pracę Drzewo z czerwonym żaglem do międzynarodowej Listy Honorowej IBBY.
Jej książka Dzieci pana Astronoma stała się lekturą szkolną dla klasy III po reformie szkolnictwa i modyfikacji listy lektur w połowie lat 80. i była nią do 1999 r.; jej opowiadanie Od rzeczy do rzeczy było proponowaną lekturą dla klasy II w latach 1997–1999.
Była żoną Jerzego Steinmetza, z którym miała córkę Ewę, znaną również z działalności dla dzieci – m.in. za sprawą roli Ciotki Klotki w programach dziecięcych z lat 80.: Tik-Tak, Fasola, Ciuchcia. Po rozwodzie związała się z artystą Eugeniuszem Stecem (1905–1991). Żyli razem aż do jego śmierci, ale nigdy nie zostali małżeństwem.
Zmarła w Warszawie, pochowana na cmentarzu Powązkowskim (kwatera 190-2-24).

## Twórczość
Poezja
Wiersze pod psem (1959), Dwunastu panów (1960), Kaczka-tłumaczka (1968), Siedem księżyców (1970), Dla każdego coś śmiesznego (1971), Dlaczego cielę ogonem miele (1973) Tańce polskie (1981), Remanent (1985; 81 wierszyków; wydanie ilustrowane przez Edwarda Lutczyna), Kram z literami (1987), Wiersze dla dzieci (1997), Wanda Chotomska dla najmłodszych (2000)
Opowiadania
Klucze do Jelenia (1972), Drzewo z czerwonym żaglem (1976), Pięciopsiaczki (1985), Dzień dobry, córeczko i inne opowiadania (1995), Od rzeczy do rzeczy (1969)
Scenariusze bajek filmowych dla dzieci
Tadek Niejadek (1957), Wędrówki pana Księżyca (1959), Kangurek (1966), Czarna krowa w kropki bordo (1971), Poczta (1973), Czarodziejski młynek (1977), Uciekł wałek ze stolnicy (1978), Fajka (1988), Szalik (1988).
Scenariusze bajek muzycznych
Kosmiczna heca, O Tadku-Niejadku, babci i dziadku
Widowiska
Gawęda i detektywi, Gawęda – Na deszcz i pogodę, Gawęda – W 80 minut dookoła świata, Gawęda w cyrku
Niezaklasyfikowane
Abecadło krakowskie (1962), Abecadło warszawskie (1960), Bajki z 1001 dobranocy (1972; na podstawie programów telewizyjnych Jacek i Agatka), Dzidka i kitka (1975), Dzieci pana Astronoma (1971), Dzień dobry, królu Zygmuncie (1973), Dzień dobry! Książka do domu, do szkoły, na podwórko, na boisko i na wakacje (1977), Dziesięć bałwanków (1977), Gdyby kózka nie skakała (1971), Gdyby tygrysy jadły irysy (1968), Jedziemy nad morze (1962), Koziołki pana Zegarmistrza (1971), Leonek i lew (1976), Muzyka pana Chopina (1978), Opowieść o arrasach (1969), Panna Kle-Kle (1973), Przygody jeża spod miasta Zgierza (1964), Różowy balonik (1976), Ślimak (1978), Trzymaj się, Kamil (1981)
Jest również autorką wielu piosenek dla Łejerów z Poznania. W 2007 obchodziła razem z Łejerami „Wandalia”, czyli 30. rocznicę współpracy artystycznej. Z tej okazji podczas benefisu przygotowanego przez Łejery, miasto Poznań w dowód wdzięczności przyznało Wandzie Chotomskiej Wielką Pieczęć Miasta.

## Ordery i odznaczenia
- Krzyż Komandorski Orderu Odrodzenia Polski (2012)[15][16]
- Medal Komisji Edukacji Narodowej (1977)[4][17]
- Złoty Medal „Za Zasługi dla Pożarnictwa”[4]
- Złoty Medal „Zasłużony Kulturze Gloria Artis” (2005)[18][8]
- Odznaka „Zasłużony Działacz Kultury”[17]
- Odznaka Honorowa za Zasługi dla Ochrony Praw Dziecka (2016)[19]
- Order Uśmiechu nr 20 (1968)[20]
- Medal Polskiej Sekcji IBBY za całokształt twórczości (2003)[10]

## Nagrody i wyróżnienia
- Nagroda Ministra Kultury i Sztuki (1960)
- Nagroda Związku Autorów i Kompozytorów Scenicznych za twórczość dla dzieci (1961)
- II nagroda w konkursie Gdańskiej Rozgłośni PR, KOS i Wydział Kultury WRN w Gdańsku na piosenkę dziecięcą i młodzieżową (1963)[21]
- Nagroda Komitetu ds. Radia i Telewizji za audycję TV Jacek i Agatka (1963)
- wyróżnienie w Konkursie Dramaturgicznym w Gdańsku za sztukę Trampek na drodze (1972)
- Nagroda prezydenta RP za twórczość dla dzieci i młodzieży „Sztuka Młodym” (2003)
- Honorowa Obywatelka Miasta Słupska (2003)
- Honorowa Obywatelka Miasta Zgierza (2003)
- Statuetka „Super Koziołka za całokształt twórczości” (2013)[22]
- Nagroda ZAiKS-u za całokształt twórczości dla dzieci (2014)[23]

Źródło:.

## Upamiętnienie
Jej imieniem zostały nazwane m.in.:
- biblioteki: Biblioteka dla dzieci im. Wandy Chotomskiej „Chotomek” w Płocku;
- przedszkola: Przedszkole Miejskie nr 9 w Będzinie, Przedszkole Integracyjne nr 61 w Bydgoszczy, Przedszkole Publiczne nr 2 w Goleniowie, Miejskie Przedszkole nr 92 w Katowicach, Przedszkole Samorządowe nr 4 w Kielcach, Przedszkole Miejskie nr 2 w Kołobrzegu, Samorządowe Przedszkole nr 1 w Kościanie, Publiczne Przedszkole nr 5 w Kozienicach, Samorządowe Przedszkole w Krościenku Wyżnym, Przedszkole Samorządowe nr 6 w Myślenicach, Publiczne Przedszkole w Kozodrzy, Miejskie Przedszkole nr 9 w Oświęcimiu, Przedszkole Publiczne nr 5 w Policach, Przedszkole Publiczne nr 7 w Rzeszowie, Przedszkole Publiczne nr 1 w Skarżysku-Kamiennej, Przedszkole Miejskie nr 6 w Toruniu, Przedszkole z oddziałami integracyjnymi nr 127 w Warszawie, Przedszkole nr 351 w Warszawie, Gminne Przedszkole Publiczne nr 2 w Woli, Miejskie Przedszkole nr 2 w Zgierzu;
- Zespół Szkolno-Przedszkolny nr 1 w Przecieszynie (2002), Zespół Szkolno-Przedszkolny w Trelkowie (2003 – powiat Szczytno), Zespół Oświatowy w Starej Prawdzie (szkoła podstawowa i gimnazjum, powiat Stoczek Łukowski);
- szkoły podstawowe: Szkoła Podstawowa w Pawłowie (powiat Chojnice), Szkoła Podstawowa w Domaradzu (powiat słupski), Publiczna Szkoła Podstawowa z oddziałami integracyjnymi w Pustyni (powiat Dębica), Szkoła Podstawowa nr 6 w Dzierżoniowie, Szkoła Podstawowa w Bogucinie (powiat Garbów), Szkoła Podstawowa w Kiełczowie, Szkoła Podstawowa w Kleczewie, Szkoła Podstawowa w Józefowie (powiat Legionowo), Szkoła Podstawowa nr 4 w Praszce, Szkoła Podstawowa w Łagowie (gmina Zgorzelec), Niepubliczna Szkoła Podstawowa „Moja Szkoła” w Łomiankach, Szkoła Podstawowa w Ortelu Książęcym, Szkoła Podstawowa w Bruku (gmina Dzierzgoń), Szkoła Podstawowa w Starym Orzechowie (gm. Pomiechówek), Szkoła Podstawowa nr 19 w Łodzi, Szkoła Podstawowa nr 77 w Warszawie;
- Specjalny Ośrodek Szkolno-Wychowawczy w Głogówku;
- Międzynarodowy Konkurs Literacki Dzieci i Młodzieży w Słupsku.